# Dicymbium nigrum
Dicymbium nigrum là một loài nhện trong họ Linyphiidae. Chúng được John Blackwall miêu tả năm 1834.